# Sharon Hunt
Katherine Mary "Daisy" Dick Berkeley est une cavalière britannique de concours complet née le 11 octobre 1977. En 2008, aux Jeux olympiques de Pékin, elle remporte la médaille de bronze par équipe.